# زنگاری (رنگ)
زنگاری (به انگلیسی: Rust)، رنگ قهوه‌ای روشن مایل به قرمز مانند زنگ زدن آهن است.
- نیاز به یادآوری است که نام "زنگارگون" نیز در «سیب زنگارگون» (Russet apple) و «سیب‌زمینی زنگارگون» (Russet potato) به کار می‌رود.

## جستارهای بیشتر
- زنگ زدن
- زنگارگون
- سیب زنگارگون
- سیب‌زمینی زنگارگون